# Kamień (powiat międzychodzki)
Kamień – osada leśna w Polsce położona w województwie wielkopolskim, w powiecie międzychodzkim, w gminie Międzychód.